# 情斷心弦
《情斷心弦》是一部以當代音樂為題材的澳門獨立電影，於2019年12月8日於第四屆澳門國際影展暨頒奬典禮中作全球首播。

## 故事簡介
故事講述四名弦樂手因緣際會組成了四重奏「三覺樂團（Triangel Quartet)」，並即將於樂季演出。
第一小提琴手林詩謠從德國留學回來，卻考不進城市樂團，歐陽飛雖為業餘提琴手，卻想盡辦法圓林詩謠的夢想，於是透過城市樂團客席中提琴手洛千兒自組樂團，並靠著藝術學校客席導師的大提琴手凌風的關係，獲得樂季演奏當代音樂的機會。
他們目的及價值觀各異，歐陽飛希望籍四重奏賺錢並留下林詩謠，但林詩謠仍然心繫城市樂團，隨著演出臨近，歐陽飛接到商業演出工作，堅持走藝術路線的凌風不屑參與，矛盾漸生。期間，各人感情出現變化，歐陽飛欲向林詩謠表白，但又無意間與洛千兒搭上，而林詩謠與凌風背後卻有著一段互相牽絆的關係。
四人關係相互交纏，合作無間，卻又如此脆弱。樂季的音樂會，最終成為他們最後的演出。

## 製作
2017年12月，花天亮與陳璟威開始構思劇本並物色演員，最後聯同湯榮耀經過一年時間才定稿，並以極低成本於2018年12月開拍。
2019年4月份完成拍攝後，便被發行商「1220電影製作有限公司」帶到法國康城電影市場展中進行展示，6月份在第22屆上海國際電影節澳門電影業界交流活動中發佈前導預告片，10月份和12月份則前往韓國參與釜山電影節及美國電影市場中進行展示。
2019年11月被選入第四屆澳門國際影展暨頒奬典禮「20週年澳門特別展映」，並於12月8日作全球首播。
2020年11月於澳門永樂戲院正式公映。

## 主要演員
| 演員   | 角色   | 人物設定 |
| 錢令儀 | 林詩謠 | 三覺樂團第一小提琴手，出生於音樂世家，母親為藝術學校音樂導師。於德國留學回來，志願是成為城市樂團第一小提琴手。個性高傲，自尊心強，希望藉四重奏演奏當代音樂突破自己。             |
| 陳璟威 | 歐陽飛 | 三覺樂團第二小提琴手，家境貧困，非音樂系出身，現於娛樂場所駐場演奏賺錢，凡事以金錢衡量成功的標準。自小結識林詩謠，認為將四重奏打響名氣就能留下林詩謠。善交際，感情用事，較衝動。 |
| 梁欣   | 洛千兒 | 三覺樂團中提琴手，富家女，剛從音樂大學畢業，父母長期不在身邊，缺乏安全感。因著父親的人脈關係成為城市樂團客席琴手，貪玩、愛刺激，對歐陽飛有好感。                                 |
| 花天亮 | 凌風   | 三覺樂團大提琴手，琴藝超群，寡言冷漠，對音樂有更高的追求，視音樂比生命還重要。數年前暫停了海外演奏從美國回來，目前擔任藝術學校客席導師，對四重奏成員的要求特別嚴格。             |

城市樂團 -
| 演員                      | 角色             | 人物設定                                 |
| José Maria Rocha Abecasis | Julio Sousa      | 城市樂團總監及指揮，與洛千兒父親是世交。 |
| Fernando Lourenço         | Francis Laurence | 城市樂團新進團的首席小提琴手。           |

藝術學校 -
| 演員                   | 角色   | 人物設定                                                         |
| Lídia Adelina Lourenço | 凌雨   | 凌風之姊，旅歐經營古琴買賣，藝術學校樂器顧問。                   |
| 鄒如雨                 | 陳海晴 | 林詩謠母親，知名大提琴手，原任職於藝術學校，在林詩謠年幼時去世。 |

## 音樂元素
當代音樂是一種打破傳統的曲風，同時追求偶發性及不穩定性，「生命本混亂，混亂即藝術」是貫穿整套戲的理念。
電影中，四重奏由兩男兩女組成，又因為工作上滲入了情感糾葛，在演奏過程中失去交流，音符準確卻沒有情感。最後，在樂團面臨瓦解以及突如其來的刺激下，反而達到超脫靈魂的演奏。

## 幕後相關
四名演員中，花天亮與陳璟威本身是一名弦樂手，而錢令儀原為澳門青年交響樂團的低音大提琴手及長笛手，梁欣則沒有音樂演出經驗，四人於拍攝前不定期進行樂器訓練。
電影拍攝之初，音樂總監陳海琪在波士頓大學修畢碩士時結識了耶魯大學畢業的陸凱源，二人共同創作電影中所呈現的當代音樂及配樂，戲中所有弦樂演奏部份主要由陸凱源及其團隊負責，而陳海琪主要負責鋼琴部份，福島章嗣進行配樂後期合成及創作。

## 外部連結
- 官方網頁
- Facebook Page
- 第四屆澳門國際影展暨頒奬典禮官方網頁 （页面存档备份，存于）

1. 1 2  . fantasiamacau.com.   [2020-01-04]. （原始内容存档于2021-01-15） （英语）.
2. ↑  . www.macaodaily.com.   [2020-01-04]. （原始内容存档于2019-12-30）.
3. ↑  . www.macaodaily.com.   [2020-01-04]. （原始内容存档于2020-02-21）.
4. ↑  . www.macaodaily.com.   [2020-01-04]. （原始内容存档于2020-01-21）.
5. ↑  力報. . 力報.   [2020-01-04]. （原始内容存档于2019-12-30）.
6. ↑  . www.macaodaily.com.   [2020-01-04].[]
7. ↑  . www.macaodaily.com.   [2020-01-04].[]
8. ↑  . www.macaodaily.com.   [2020-01-04].[]